# Zervan
(Zervan in Prince of Persia: I due troni)
Zervan, chiamato anche semplicemente Il Visir, è un personaggio immaginario antagonista nel primo e nel terzo episodio della serie di videogiochi Prince of Persia.

## Biografia

### Prima del Principe
Da giovane, Zervan era stato il miglior luogotenente del maharaja indiano padre di Farah. Era stato lui a capeggiare la spedizione verso l'Isola del Tempo, da dove erano stati prelevati gli oggetti magici relativi alle Sabbie del Tempo: il bastone magico, la Clessidra, l'arco, il medaglione e il Pugnale del Tempo.
Probabilmente fu qui che nacque la sua ossessione per le sabbie: una volta tornati in India, da uomo colto qual era, ne studiò la storia e le caratteristiche, scoprendo che, liberando le Sabbie rinchiuse nella Clessidra e poi colpendosi con il Pugnale, avrebbe potuto guadagnare l'immortalità.
Ma quando venne a sapere di questa notizia, gli oggetti erano stati messi al sicuro nelle stanze del tesoro del sovrano, e lui era ormai troppo vecchio per poterne superare le difese. Aveva con sé soltanto il bastone donatogli nel frattempo dal maharaja stesso, di cui era divenuto Gran Visir.
In Battles of Prince of Persia, un titolo uscito nel 2005 per Nintendo DS, si scopre che, prima delle vicende di Azad, Zervan ebbe una storia amorosa con la Deva Sindra. Zervan era disposto a tutto pur di averla, e quindi costrinse, per ignoti motivi, suo fratello Saurva a portargli la Scatola dei Diecimila Prigionieri, un potente artefatto di origine indiana che permetteva al possessore di sigillarvi all'interno i suoi nemici. Al suo ritorno dall'India, dove l'esercito Deva massacrò centinaia di uomini pur di recuperare la scatola, Zervan sigillò in essa Saurva e il suo esercito, e, poco dopo, la stessa Sindra, che aveva rifiutato di divenire la sua consorte.

### Prince of Persia: Le sabbie del tempo
Stanco e malato, ma anche disposto a tutto pur di ottenere ciò che voleva, il Visir decise di tradire il suo sovrano e il suo popolo alleandosi col re persiano Shahraman; avrebbe fatto in modo di far penetrare lui ed il suo esercito nel palazzo del maharajah. In cambio avrebbe chiesto l'immunità e un solo oggetto delle stanze del tesoro: il Pugnale.
Ma il giovane Principe di Persia, figlio di Shahraman, recuperò il Pugnale e lo volle tenere con sé in ricordo della sua prima impresa. Il Visir non disperò. Durante una sosta ad Azad, un paese amico del sovrano di Persia, Zervan convinse con l'inganno il Principe ad aprire la Clessidra. Ma quando le Sabbie vennero liberate, il giovane scappò col Pugnale. Il Visir, diventato uno stregone grazie ai poteri del bastone e delle Sabbie, portò la Clessidra sulla cima della torre più alta del palazzo del Sultano, e tentò in tutti i modi di rubare il pugnale al Principe e a Farah, ma non vi riuscì: il Principe riuscì infatti a raggiungere la Clessidra e a richiuderla. Così facendo, il tempo tornò indietro fino al momento prima che il Visir facesse entrare l'esercito persiano in città. Il Principe lo sfidò a duello e lo uccise prima che potesse tradire la sua patria.

### Il ritorno
Ma quando il Principe impedì la creazione delle sabbie, il corso della storia cambiò profondamente: la spedizione all'Isola del Tempo ci fu, ma tutti gli oggetti relativi alle Sabbie erano inservibili. Il Visir dunque non incontrò mai il Principe, né fu ucciso da lui a duello. Tuttavia, nel momento in cui Kaileena arrivò nel suo tempo, il Pugnale si risvegliò, e il Visir fu preda di terribili visioni che gli narravano delle Sabbie e della promessa di immortalità che recavano con sé.

### Prince of Persia: I due troni
Fu così che Zervan, ancora più determinato ad ottenere la vita eterna, uccise il padre di Farah e si mise a capo dell'esercito di nemici della Persia. Mentre il Principe e l'Imperatrice facevano ritorno a Babilonia, lui li attese lì, uccidendo Shahraman e radendo al suolo la città.
Zervan riuscì a rapire Kaileena e ad ucciderla, creando le Sabbie; con lo stesso Pugnale del Tempo, con il quale aveva ucciso l'Imperatrice, si pugnalò al cuore, divenendo una bestia alata terribile e all'apparenza immortale.
Ma nonostante fosse immortale non era invincibile, e il Principe, desideroso di vendetta, attraversò tutta Babilonia per trovarsi al suo cospetto e sfidarlo in un ultimo duello all'ultimo sangue.
Grazie alle incredibili abilità del Principe, che riuscì a strappargli le ali e a colpirlo con il Pugnale del Tempo, il Visir morì definitivamente.

## Il personaggio
Zervan è una persona subdola e sadica: nonostante appaia vecchio e gracile, nasconde un'intelligenza e un'audacia tali da farlo risultare estremamente pericoloso.
La sua ossessione per le Sabbie del Tempo e per l'immortalità ha corrotto il suo animo fino a spingerlo alla pazzia, e sarebbe capace di tutto pur di ottenere entrambe le cose.
Anche quando riesce ad ottenere la tanto bramata immortalità, la sua pazzia è evidente: ritiene di essere un dio illuminato e giusto, e che ciò che ha fatto sia un bene per il mondo.

### Poteri e punti deboli del Visir in forma umana
Il Bastone a forma di serpente che il Visir ha preso con sé dall'Isola del Tempo è capace, una volta liberate le sabbie, di trasformare il Visir in un temibile stregone. La sua salute cagionevole viene infatti resa più forte, ed è in grado di evocare una tempesta di sabbia dal nulla capace di spingere i suoi nemici lontano.
Può anche teletrasportarsi per pochi metri, o creare una duplice copia di sé da mandare contro il nemico per ingannarlo.
Tuttavia, senza il Pugnale, il Visir non ha poteri estremamente distruttivi; la sua tempra malaticcia lo rende infatti un facile bersaglio. Non possiede inoltre una grande velocità, e una persona un po' più agile del normale gli tiene facilmente testa.

### Poteri e punti deboli del Visir in forma immortale
Quando è trasformato nella bestia immortale delle Sabbie, Zervan ha vagamente l'aspetto di un centauro alato, anche se decisamente più informe e complesso.
Oltre a poter volare, è munito di grosse tenaglie che usa come sciabole per colpire i suoi sfidanti e tagliarli addirittura a metà.
Può inoltre creare una tempesta di sabbia, o congelare degli oggetti a mezz'aria e sparare raggi di energia decisamente distruttivi.
Nonostante il Visir sia immortale sotto forma di bestia, non è invincibile. Innanzitutto, non possiede una grande velocità, e i colpi delle sue tenaglie sono parabili o evitabili.
Non può volare oltre ad una certa altezza, e con un po' di agilità lo si raggiunge facilmente.
È poi vulnerabile al Pugnale del Tempo, che può ferirlo o addirittura togliergli i poteri.

## Origine del nome
Il personaggio probabilmente deriva da Zurvan (traslitterabile anche come "Zervan"), il Tempo dello zoroastrismo, a cui sono vincolati persino i suoi due dei principali; Ormazd, il dio buono, e Ahriman, il dio cattivo, entrambi personaggi presenti in Prince of Persia.